# Jakob Fuglsang
Jakob Diemer Fuglsang, född den 22 mars 1985 i Genève, är en dansk tävlingscyklist vars främsta meriter är segrarna i två av monumenten – Liège-Bastogne-Liège 2019 och Giro di Lombardia 2020 – samt dubbla totalsegrar i Critérium du Dauphiné (2017, 2019) och Vuelta a Andalucía (2019, 2020). I mountainbike blev han U23-världsmästare i cross country XCO 2007.
Han tog OS-silver i linjelopp vid de Olympiska spelen 2016 i Rio de Janeiro.
Fuglsang körde sitt sista lopp som elitcyklist när han kom i mål den 16 augusti 2025 på sista etappen av Danmark rundt (i vilket han körde för det danska landslaget, eftersom hans proffskontrakt avslutades efter Giro d'Italia).

## Meriter
2002
Vinnare  XCO, Danska juniormästerskapen i mountainbike
2003
Vinnare  XCO, Danska juniormästerskapen i mountainbike
2006
Vinnare  XCO, Danska mästerskapen i mountainbike
2007
Vinnare  XCO, Världsmästerskapen i mountainbike för U23
Vinnare  Maraton, Danska mästerskapen i mountainbike
Andra plats totalt Cape Epic (mountainbike)
Tredje plats totalt Grand Prix Guillaume Tell
Femte plats Paris–Troyes
Sjunde plats totalt Danmark runt
2008
Vinnare  totalt Danmark runt
Vinnare  totalt Cape Epic (mountainbike)
Andra plats totalt Les 3 Jours de Vaucluse
Andra plats totalt Ronde de l'Oise
Tredje plats Paris–Troyes
Åttonde plats Les Boucles du Sud Ardèche
2009
Vinnare  totalt Slovenien runt
Vinnare etapp 1
Vinnare  totalt Danmark runt
Vinnare etapp 3
Andra plats Giro dell'Emilia
Sjätte plats totalt Volta a Catalunya
Sjätte plats totalt Critérium du Dauphiné Libéré
Tionde plats totalt Tour of Ireland
2010
Vinnare  Danska mästerskapens tempolopp
Vinnare  totalt Danmark runt
Andra plats Binche–Chimay–Binche
Andra plats Gran Premio Bruno Beghelli
Tredje plats totalt Tour de Suisse
Tredje plats totalt Circuit Franco–Belge
Fjärde plats Giro di Lombardia
Nionde plats GP Herning
2011
Vuelta a España
Vinnare etapp 1 (lagtempo)
Innehade  etapp 2
Vinnare etapp 3 Danmark runt
Andra plats Danska mästerskapens tempolopp
Fjärde plats totalt Tour de Suisse
Fjärde plats Amstel Gold Race
2012
Vinnare  Danska mästerskapens tempolopp
Vinnare  totalt Luxemburg runt
Vinnare  totalt Österrike runt
Vinnare etapp 4
Fjärde plats Trofeo Deia
Sjätte plats totalt USA Pro Cycling Challenge
2013
Vinnare etapp 1 Vuelta a España (lagtempo)
Fjärde plats totalt Critérium du Dauphiné
Sjätte plats totalt Vuelta a Andalucía
Sjunde plats totalt Tour de France
Åttonde plats Vuelta a Murcia
2014
Femte plats totalt Paris–Nice
Sjunde plats totalt Tour de Romandie
Tionde plats totalt Critérium du Dauphiné
2015
Sjunde plats totalt Tour of Oman
Sjunde plats totalt Paris–Nice
Åttonde plats La Flèche Wallonne
Nionde plats Liège–Bastogne–Liège
2016
Andra plats  Olympiska spelens linjelopp
Tredje plats totalt Tour of Oman
Tredje plats totalt Giro del Trentino
Vinnare etapp 1 (lagtempo)
2017
Vinnare  totalt Critérium du Dauphiné
Vinnare etapp 6 och 8
Tredje plats totalt Tour of Almaty
Vinnare etapp 2
Sjätte plats totalt Volta a la Comunitat Valenciana
2018
Andra plats totalt Tour de Suisse
Tredje plats totalt Volta a la Comunitat Valenciana
Fjärde plats totalt Tour de Romandie
Vinnare etapp 4
Fjärde plats totalt Vuelta a Andalucía
Sjätte plats Vuelta a Murcia
Åttonde plats Amstel Gold Race
Åttonde plats Milano–Torino
Tionde plats Liège–Bastogne–Liège
2019
Vinnare  totalt Vuelta a Andalucía
Vinnare  totalt Critérium du Dauphiné
Vinnare Liège–Bastogne–Liège
Andra plats Strade Bianche
Andra plats La Flèche Wallonne
Tredje plats totalt Tirreno–Adriatico
Vinnare etapp 5
Tredje plats Amstel Gold Race
Fjärde plats totalt Baskien runt
Sjätte plats totalt Vuelta a Murcia
Vinnare  bergspristävlingen
Åttonde plats Milano–Torino
Åttonde plats Giro dell'Emilia
2020
Vinnare  totalt Vuelta a Andalucía
Vinnare etapp 1 och 3
Vinnare Lombardiet runt
Andra plats totalt Polen runt
Femte plats Strade Bianche
Femte plats Världsmästerskapen i linjelopp
Sjätte plats totalt Giro d'Italia
Sjätte plats Giro dell'Emilia
2021
Tredje plats totalt Tour de Suisse
Åttonde plats totalt Tour des Alpes-Maritimes et du Var
Nionde plats Strade Bianche
2022
Vinnare Mercan'Tour Classic
Tredje plats totalt Tour de Suisse
Sjätte plats totalt Volta a la Comunitat Valenciana
Tionde plats totalt O Gran Camiño
2023
5:a i Super 8 Classic
8:a totalt i Vuelta a Castilla y León

### Placeringar i stora etapplopp
| Totalplacering i Grand Tour-lopp  | Totalplacering i Grand Tour-lopp | Totalplacering i Grand Tour-lopp | Totalplacering i Grand Tour-lopp | Totalplacering i Grand Tour-lopp | Totalplacering i Grand Tour-lopp | Totalplacering i Grand Tour-lopp | Totalplacering i Grand Tour-lopp | Totalplacering i Grand Tour-lopp | Totalplacering i Grand Tour-lopp | Totalplacering i Grand Tour-lopp | Totalplacering i Grand Tour-lopp | Totalplacering i Grand Tour-lopp | Totalplacering i Grand Tour-lopp | Totalplacering i Grand Tour-lopp | Totalplacering i Grand Tour-lopp | Totalplacering i Grand Tour-lopp | Totalplacering i Grand Tour-lopp |
| Grand Tour                        | 2009                             | 2010                             | 2011                             | 2012                             | 2013                             | 2014                             | 2015                             | 2016                             | 2017                             | 2018                             | 2019                             | 2020                             | 2021                             | 2022                             | 2023                             | 2024                             | 2025                             |
| --------------------------------- | -------------------------------- | -------------------------------- | -------------------------------- | -------------------------------- | -------------------------------- | -------------------------------- | -------------------------------- | -------------------------------- | -------------------------------- | -------------------------------- | -------------------------------- | -------------------------------- | -------------------------------- | -------------------------------- | -------------------------------- | -------------------------------- | -------------------------------- |
| Giro d'Italia                     | —                                | —                                | —                                | —                                | —                                | —                                | —                                | 12                               | —                                | —                                | —                                | 6                                | —                                | —                                | —                                | —                                | 81                               |
| Tour de France                    | —                                | 50                               | 49                               | —                                | 7                                | 36                               | 23                               | 52                               | DNF                              | 12                               | DNF                              | —                                | DNF                              | DNF                              | —                                | 38                               | —                                |
| Vuelta a España                   | 56                               | —                                | 11                               | —                                | 29                               | —                                | —                                | —                                | —                                | —                                | 13                               | —                                | —                                | —                                | —                                | —                                | —                                |
| Totalplacering i större etapplopp |                                  |                                  |                                  |                                  |                                  |                                  |                                  |                                  |                                  |                                  |                                  |                                  |                                  |                                  |                                  |                                  |                                  |
| Lopp                              | 2009                             | 2010                             | 2011                             | 2012                             | 2013                             | 2014                             | 2015                             | 2016                             | 2017                             | 2018                             | 2019                             | 2020                             | 2021                             | 2022                             | 2023                             | 2024                             | 2025                             |
| Paris–Nice                        | 27                               | 93                               | DNF                              | —                                | DNF                              | 5                                | 7                                | —                                | 12                               | 14                               | —                                | —                                | —                                | —                                | —                                | 49                               | —                                |
| Tirreno–Adriatico                 | —                                | —                                | —                                | —                                | —                                | —                                | —                                | 13                               | —                                | —                                | 3                                | 14                               | 21                               | 41                               | —                                | —                                | 84                               |
| Volta a Catalunya                 | 6                                | —                                | —                                | DNF                              | 11                               | 11                               | —                                | —                                | 15                               | —                                | —                                | x                                | —                                | —                                | —                                | —                                | —                                |
| Baskien runt                      | 17                               | 37                               | 35                               | —                                | 31                               | —                                | —                                | —                                | 63                               | —                                | 4                                | x                                | 15                               | —                                | —                                | —                                | —                                |
| Tour de Romandie                  | —                                | —                                | —                                | DNF                              | —                                | 7                                | 17                               | —                                | —                                | 4                                | —                                | x                                | —                                | 29                               | —                                | —                                | —                                |
| Critérium du Dauphiné             | 6                                | —                                | —                                | —                                | 4                                | 10                               | —                                | —                                | 1                                | —                                | 1                                | —                                | —                                | —                                | —                                | 24                               | —                                |
| Tour de Suisse                    | —                                | 3                                | 4                                | 25                               | DNF                              | —                                | —                                | —                                | —                                | 2                                | —                                | x                                | 3                                | 3                                | DNF                              | —                                | —                                |

DNF = Fullföljde ej, x = inställd.

### Placeringar i endagsklassiker
| Monument                 | 2009 | 2010 | 2011 | 2012 | 2013 | 2014 | 2015 | 2016 | 2017 | 2018 | 2019 | 2020 | 2021 | 2022 | 2023 | 2024 | 2025 |
| ------------------------ | ---- | ---- | ---- | ---- | ---- | ---- | ---- | ---- | ---- | ---- | ---- | ---- | ---- | ---- | ---- | ---- | ---- |
| Milano-Sanremo           | —    | —    | —    | —    | —    | —    | —    | —    | —    | —    | —    | —    | —    | —    | —    | 142  | 83   |
| Flandern runt            | —    | —    | —    | —    | —    | —    | —    | 25   | —    | —    | —    | —    | —    | —    | —    | —    | —    |
| Paris–Roubaix            | —    | —    | —    | —    | —    | —    | —    | —    | —    | —    | —    | —    | —    | —    | —    | —    | —    |
| Liège–Bastogne–Liège     | 84   | 55   | 31   | —    | 32   | 26   | 9    | 68   | 15   | 10   | 1    | —    | 12   | 13   | —    | 84   | 96   |
| Lombardiet runt          | 14   | 4    | 39   | —    | —    | —    | —    | 29   | DNF  | 20   | 4    | 1    | —    | 71   | 62   | 54   | —    |
| Klassiker                | 2009 | 2010 | 2011 | 2012 | 2013 | 2014 | 2015 | 2016 | 2017 | 2018 | 2019 | 2020 | 2021 | 2022 | 2023 | 2024 | 2025 |
| Strade Bianche           | —    | —    | —    | —    | —    | —    | —    | 11   | —    | —    | 2    | 5    | 9    | 36   | —    | —    | 43   |
| Amstel Gold Race         | 30   | 78   | 4    | —    | 17   | 29   | 17   | —    | 52   | 8    | 3    | x    | 38   | 16   | —    | 76   | —    |
| Vallonska pilen          | 115  | DNF  | 70   | —    | 69   | 19   | 8    | —    | 22   | 16   | 2    | —    | 17   | 53   | —    | DNF  | —    |
| Clásica de San Sebastián | —    | 31   | DNF  | —    | 37   | —    | 11   | —    | —    | —    | —    | x    | —    | —    | 19   | —    | —    |
| Paris-Tours              | —    | —    | —    | 12   | —    | —    | —    | —    | —    | —    | —    | —    | —    | —    | —    | —    | —    |

DNF = Fullföljde ej, x = inställd.